# Sporting Étoile Club de Bastia 1984-1985
Questa voce raccoglie le informazioni riguardanti la Sporting Étoile Club de Bastia nelle competizioni ufficiali della stagione 1984-1985.

## Stagione
Afflitto nel corso della stagione da problemi di natura finanziaria e da una rosa limitata da infortuni, in campionato il Bastia disputò un girone di andata di media classifica per poi declinare nella tornata conclusiva. Rimasti a secco di vittorie per tredici gare consecutive e sull'orlo della zona retrocessione, ottenendo cinque risultati utili nelle ultime sei gare i Turchini ottennero la salvezza. In Coppa di Francia il Bastia superò i primi due turni eliminando dapprima lo Strasburgo e i detentori del Metz grazie alla regola fuori casa, venendo infine eliminato dal Sochaux perdendo entrambe le partite.

## Maglie e sponsor
Lo sponsor tecnico per la stagione 1984-1985 è Puma, mentre lo sponsor ufficiale è Beton Fabrications..
| Manica sinistra · Manica sinistra · Maglietta · Maglietta · Manica destra · Manica destra · Pantaloncini · Calzettoni |

## Organigramma societario
Area direttiva
- Presidente: François Vendasi

Area tecnica
- Direttore sportivo: Jules Filippi
- Allenatore: Antoine Redin

## Rosa
| N. |                       | Ruolo | Calciatore           |
| -- | --------------------- | ----- | -------------------- |
|    | Polonia (bandiera)    | P     | Józef Młynarczyk     |
|    | Francia (bandiera)    | P     | Dominique Murati     |
|    | Francia (bandiera)    | D     | Maurice Arouh        |
|    | Francia (bandiera)    | D     | Antoine Cervetti     |
|    | Francia (bandiera)    | D     | Paul Marchioni       |
|    | Francia (bandiera)    | D     | Jean-André Ottaviani |
|    | Francia (bandiera)    | D     | Charles Orlanducci   |
|    | Francia (bandiera)    | D     | Toussaint Sabbatini  |
|    | Francia (bandiera)    | D     | Paul Squaglia        |
|    | Jugoslavia (bandiera) | C     | Dragan Cvetković     |
|    | Francia (bandiera)    | C     | Simeï Ihily          |
|    | Francia (bandiera)    | C     | Philippe Levenard    |

| N. |                    | Ruolo | Calciatore       |
| -- | ------------------ | ----- | ---------------- |
|    | Francia (bandiera) | C     | Alain Moizan     |
|    | Francia (bandiera) | C     | Michel Padovani  |
|    | Francia (bandiera) | C     | José Pastinelli  |
|    | Spagna (bandiera)  | C     | Daniel Solsona   |
|    | Francia (bandiera) | C     | Antoine Spinelli |
|    | Francia (bandiera) | A     | Marc Biamonte    |
|    | Francia (bandiera) | A     | Bernard Ferrigno |
|    | Francia (bandiera) | A     | Louis Marcialis  |
|    | Francia (bandiera) | A     | Thierry Meyer    |
|    | Francia (bandiera) | A     | Jean-Roch Testa  |
|    | Francia (bandiera) | A     | Jacques Zimako   |

## Calciomercato

### Sessione estiva
| Acquisti | Acquisti         | Acquisti      | Acquisti |
| R.       | Nome             | da            | Modalità |
| -------- | ---------------- | ------------- | -------- |
| P        | Józef Młynarczyk | Widzew Łódź   |          |
| D        | Maurice Arouh    | Martigues     |          |
| C        | Dragan Cvetković | Besançon      |          |
| C        | Alain Moizan     | Saint-Étienne |          |
| C        | Michel Padovani  | Aix           |          |
| A        | Thierry Meyer    | Nancy         |          |

| Cessioni | Cessioni          | Cessioni      | Cessioni |
| R.       | Nome              | a             | Modalità |
| -------- | ----------------- | ------------- | -------- |
| P        | Pascal Olmeta     | Tolone        |          |
| D        | Jean-Louis Cazes  | Bastia 2      |          |
| D        | Alberto Tarantini | Tolosa        |          |
| C        | Alain Fiard       | Auxerre       |          |
| A        | Roger Milla       | Saint-Étienne |          |

## Risultati

### Division 1

#### Girone di andata
| Arbitro: | Girard |

|           |           |  |
| Meyer 74’ | Marcatori |  |

| Arbitro: | Bouillet |

|                                         |           |  |
| Ferratge 10’ Christophe 62’ Stopyra 89’ | Marcatori |  |

| Arbitro: | Lopez |

|           |           |               |
| Ihily 46’ | Marcatori | 37’ Umpiérrez |

| Arbitro: | Konrath |

|              |           |                |
| Kourichi 58’ | Marcatori | 24’, 80’ Meyer |

| Arbitro: | Biguet |

|                                     |           |                |
| Meyer 14’ (rig.) Marcialis 43’, 60’ | Marcatori | 29’, 65’ Onnis |

| Arbitro: | Swirog |

|                                            |           |  |
| Halilhodžić 55’ Ayache 72’ Baronchelli 83’ | Marcatori |  |

| Arbitro: | Di Bernardo |

|                      |           |  |
| Solsona 3’ Meyer 42’ | Marcatori |  |

| Arbitro: | Lambert |

|                                                                          |           |            |
| Couriol 5’ Fernández 19’, 60’ Toko 25’, 54’ Niederbacher 75’ Lemoult 86’ | Marcatori | 61’ Zimako |

| Bastia 25 settembre 1984 9ª giornata | Bastia | 0 – 0 referto | Bordeaux | Stadio Armand Cesari (5 500 spett.)\| Arbitro: \| Wurtz \| |
| Arbitro:                             | Wurtz  |               |          |                                                            |

| Arbitro: | Bouillet |

|           |           |  |
| Meyer 35’ | Marcatori |  |

| Arbitro: | De Zayas |

|                           |           |  |
| Lorenzo 3’ Da Fonseca 35’ | Marcatori |  |

| Arbitro: | Lopez |

|                          |           |                       |
| Marcialis 71’ Zimako 85’ | Marcatori | 11’ Danio 68’ Garande |

| Arbitro: | Delmer |

|            |           |  |
| Bernad 18’ | Marcatori |  |

| Arbitro: | Bourgeois |

|                         |           |             |
| Zimako 6’ Ottaviani 34’ | Marcatori | 80’ Oudjani |

| Arbitro: | Bouillet |

|                                            |           |  |
| Paille 29’ Fernier 36’, 67’ Colin 36’, 40’ | Marcatori |  |

| Arbitro: | Dailly |

|                         |           |  |
| Meyer 5’, 18’ Ihily 42’ | Marcatori |  |

| Colombes 13 novembre 1984 17ª giornata | RC Paris    | 0 – 0 referto | Bastia | Stadio olimpico Yves du Manoir (5 693 spett.)\| Arbitro: \| di Bernardo \| |
| Arbitro:                               | di Bernardo |               |        |                                                                            |

| Arbitro: | Ferrary |

|                                      |           |            |
| Meyer 49’ (rig.) Piasecki 68’ (aut.) | Marcatori | 43’ Kelsch |

| Arbitro: | Delmer |

|                   |           |                |
| Zanko 1’ Sène 84’ | Marcatori | 63’ Orlanducci |

#### Girone di ritorno
| Arbitro: | Lartigot |

|                                         |           |  |
| Meyer 17’ Solsona 25’ Ferrigno 42’, 86’ | Marcatori |  |

| Arbitro: | Riviere |

|                           |           |  |
| Jacques 22’ Umpiérrez 34’ | Marcatori |  |

| Arbitro: | De Zayas |

|                |           |           |
| Ihily 25’, 63’ | Marcatori | 58’ Guion |

| Arbitro: | Bouillet |

|           |           |  |
| Onnis 10’ | Marcatori |  |

| Arbitro: | Delmer |

|                       |           |                        |
| Orlanducci 83’ (rig.) | Marcatori | 23’ (rig.) Halilhodžić |

| Arbitro: | Lopez |

|                                              |           |                            |
| Le Guen 32’ Buscher 34’ Dupraz 45’ Henry 73’ | Marcatori | 51’ Biamonte 58’ Marcialis |

| Arbitro: | Konrath |

|                  |           |                    |
| Meyer 44’ (rig.) | Marcatori | 10’, 55’ Fernández |

| Arbitro: | Zagni |

|                                 |           |  |
| Müller 1’, 39’, 70’ Lacombe 43’ | Marcatori |  |

| Arbitro: | Wurtz |

|                                         |           |  |
| Cunningham 19’, 44’ Zanon 38’, 80’, 89’ | Marcatori |  |

| Arbitro: | Konrath |

|                           |           |                     |
| Ferrigno 6’ Marcialis 44’ | Marcatori | 33’, 37’ Da Fonseca |

| Arbitro: | Hirtz |

|                             |           |           |
| Garande 9’, 64’ Ferreri 67’ | Marcatori | 79’ Ihily |

| Arbitro: | Bouillet |

|               |           |                                         |
| Marcialis 44’ | Marcatori | 20’ Bernad 35’ Bracigliano 85’ Morgante |

| Arbitro: | Batta |

|                                |           |  |
| Vercruysse 5’, 67’ Peltier 89’ | Marcatori |  |

| Arbitro: | Wurtz |

|           |           |            |
| Meyer 25’ | Marcatori | 65’ Krause |

| Arbitro: | Swirog |

|            |           |           |
| Didaux 54’ | Marcatori | 72’ Meyer |

| Bastia 7 maggio 1985 35ª giornata | Bastia  | 0 – 0 referto | RC Paris | Stadio Armand Cesari (1 500 spett.)\| Arbitro: \| Konrath \| |
| Arbitro:                          | Konrath |               |          |                                                              |

| Arbitro: | Blouet |

|             |           |                     |
| Solsona 67’ | Marcatori | 79’ (rig.) Piasecki |

| Arbitro: | Girard |

|             |           |  |
| Solsona 57’ | Marcatori |  |

| Arbitro: | Konrath |

|                                         |           |  |
| Bravo 16’, 53’ Bellone 17’ Genghini 88’ | Marcatori |  |

### Coppa di Francia
| Arbitro: | Quiniou |

|                                                     |           |                       |
| Solsona 9’ Moizan 11’ Orlanducci 104’ Ferrigno 118’ | Marcatori | 20’ Pécout 53’ Kelsch |

| Arbitro: | Lartigot |

|                             |           |                |
| Kurbos 30’, 72’ Bocandé 63’ | Marcatori | 37’ Pastinelli |

| Arbitro: | Quiniou |

|                        |           |  |
| Meyer 47’ Squaglia 78’ | Marcatori |  |

| Arbitro: | Biguet |

|  |           |                         |
|  | Marcatori | 51’ Paille 68’ Agerbeck |

| Arbitro: | Girard |

|                                                     |           |              |
| Paille 11’ Krause 14’, 53’ Agerbeck 30’ Dréossi 55’ | Marcatori | 57’ Biamonte |

## Statistiche

### Statistiche di squadra
| Competizione     | Punti | In casa | In casa | In casa | In casa | In casa | In casa | In trasferta | In trasferta | In trasferta | In trasferta | In trasferta | In trasferta | Totale | Totale | Totale | Totale | Totale | Totale | DR  |
| Competizione     | Punti | G       | V       | N       | P       | Gf      | Gs      | G            | V            | N            | P            | Gf           | Gs           | G      | V      | N      | P      | Gf     | Gs     | DR  |
| ---------------- | ----- | ------- | ------- | ------- | ------- | ------- | ------- | ------------ | ------------ | ------------ | ------------ | ------------ | ------------ | ------ | ------ | ------ | ------ | ------ | ------ | --- |
| Division 1       | 32    | 19      | 10      | 7       | 2       | 30      | 17      | 19           | 1            | 3            | 15           | 9            | 51           | 38     | 11     | 10     | 17     | 39     | 68     | -29 |
| Coppa di Francia | -     | 3       | 2       | 0       | 1       | 6       | 4       | 2            | 0            | 0            | 2            | 2            | 8            | 5      | 2      | 0      | 3      | 8      | 12     | -4  |
| Totale           | -     | 24      | 12      | 7       | 3       | 36      | 21      | 21           | 1            | 3            | 17           | 11           | 59           | 43     | 13     | 10     | 20     | 47     | 80     | -33 |

### Andamento in campionato
| Giornata  | 1 | 2  | 3  | 4 | 5 | 6 | 7 | 8 | 9 | 10 | 11 | 12 | 13 | 14 | 15 | 16 | 17 | 18 | 19 | 20 | 21 | 22 | 23 | 24 | 25 | 26 | 27 | 28 | 29 | 30 | 31 | 32 | 33 | 34 | 35 | 36 | 37 | 38 |
| --------- | - | -- | -- | - | - | - | - | - | - | -- | -- | -- | -- | -- | -- | -- | -- | -- | -- | -- | -- | -- | -- | -- | -- | -- | -- | -- | -- | -- | -- | -- | -- | -- | -- | -- | -- | -- |
| Luogo     | C | T  | C  | T | C | T | C | T | C | C  | T  | C  | T  | C  | T  | C  | T  | C  | T  | C  | T  | C  | T  | C  | T  | C  | T  | T  | C  | T  | C  | T  | C  | T  | C  | T  | C  | T  |
| Risultato | V | P  | N  | V | V | P | V | P | N | V  | P  | N  | P  | V  | P  | V  | N  | V  | P  | V  | P  | V  | P  | N  | P  | P  | P  | P  | N  | P  | P  | P  | N  | N  | N  | N  | V  | P  |
| Posizione | 8 | 15 | 14 | 9 | 3 | 9 | 4 | 6 | 9 | 5  | 7  | 6  | 8  | 6  | 12 | 8  | 8  | 7  | 9  | 8  | 9  | 7  | 8  | 9  | 9  | 10 | 12 | 13 | 12 | 15 | 18 | 18 | 17 | 16 | 16 | 16 | 14 | 14 |

Fonte:  France » Ligue 1 1984/1985 » Results & Tables, su worldfootball.net.
Legenda:

Luogo: C = Casa; T = Trasferta. Risultato: V = Vittoria; N = Pareggio; P = Sconfitta.

### Statistiche dei giocatori
| Giocatore      | Division 1 | Division 1 | Division 1  | Division 1 | Coppa di Francia | Coppa di Francia | Coppa di Francia | Coppa di Francia | Totale   | Totale | Totale      | Totale     |
| Giocatore      | Presenze   | Reti       | Ammonizioni | Espulsioni | Presenze         | Reti             | Ammonizioni      | Espulsioni       | Presenze | Reti   | Ammonizioni | Espulsioni |
| -------------- | ---------- | ---------- | ----------- | ---------- | ---------------- | ---------------- | ---------------- | ---------------- | -------- | ------ | ----------- | ---------- |
| M. Arouh       | 1          | 0          | 0           | 0          | 0                | 0                | 0                | 0                | 1        | 0      | 0           | 0          |
| M. Biamonte    | 10         | 1          | 0           | 0          | 2                | 1                | 0                | 0                | 12       | 2      | 0           | 0          |
| A. Cervetti    | 11         | 0          | 3           | 0          | 0                | 0                | 0                | 0                | 11       | 0      | 3           | 0          |
| D. Cvetković   | 1          | 0          | 0           | 0          | 0                | 0                | 0                | 0                | 1        | 0      | 0           | 0          |
| B. Ferrigno    | 21         | 3          | 2           | 0          | 2                | 1                | 0                | 0                | 23       | 4      | 2           | 0          |
| S. Ihily       | 27         | 5          | 0           | 0          | 5                | 0                | 0                | 0                | 32       | 5      | 0           | 0          |
| P. Levenard    | 0          | 0          | 0           | 0          | 0                | 0                | 0                | 0                | 0        | 0      | 0           | 0          |
| P. Marchioni   | 20         | 0          | 2           | 0          | 2                | 0                | 0                | 0                | 22       | 0      | 2           | 0          |
| L. Marcialis   | 23         | 6          | 1           | 0          | 2                | 0                | 0                | 0                | 25       | 6      | 1           | 0          |
| T. Meyer       | 36         | 13         | 2           | 0          | 4                | 1                | 0                | 0                | 40       | 14     | 2           | 0          |
| J. Młynarczyk  | 35         | -61        | 0           | 0          | 5                | -12              | 0                | 0                | 40       | -73    | 0           | 0          |
| A. Moizan      | 34         | 0          | 3           | 0          | 5                | 0                | 0                | 0                | 39       | 0      | 3           | 0          |
| D. Murati      | 3          | -7         | 0           | 0          | 0                | -0               | 0                | 0                | 3        | -7     | 0           | 0          |
| C. Nativi      | 31         | 0          | 2           | 0          | 3                | 0                | 0                | 0                | 34       | 0      | 2           | 0          |
| C. Orlanducci  | 35         | 2          | 6           | 0          | 5                | 1                | 0                | 1                | 40       | 3      | 6           | 1          |
| J.A. Ottaviani | 35         | 1          | 4           | 0          | 5                | 0                | 0                | 0                | 40       | 1      | 4           | 0          |
| M. Padovani    | 0          | 0          | 0           | 0          | 0                | 0                | 0                | 0                | 0        | 0      | 0           | 0          |
| J. Pastinelli  | 33         | 0          | 3           | 0          | 3                | 1                | 0                | 0                | 36       | 1      | 3           | 0          |
| T. Sabbatini   | 1          | 0          | 1           | 0          | 0                | 0                | 0                | 0                | 1        | 0      | 1           | 0          |
| D. Solsona     | 37         | 4          | 3           | 0          | 5                | 1                | 0                | 0                | 42       | 5      | 3           | 0          |
| A. Spinelli    | 0          | 0          | 0           | 0          | 0                | 0                | 0                | 0                | 0        | 0      | 0           | 0          |
| P. Squaglia    | 16         | 0          | 1           | 0          | 5                | 1                | 0                | 0                | 21       | 1      | 1           | 0          |
| J.R. Testa     | 5          | 0          | 0           | 0          | 1                | 0                | 0                | 0                | 6        | 0      | 0           | 0          |
| J. Zimako      | 31         | 3          | 0           | 0          | 4                | 0                | 0                | 0                | 35       | 3      | 0           | 0          |